# Birgitta Hedenrud
Birgitta Hedenrud, född Brohed 29 april 1936 i Göteborg, död 16 juli 2016 i Lund, var en svensk psykiater och socialdemokratisk kyrkopolitiker.

## Biografi
Hedenrud studerade till läkare och psykiater i Lund. Hon mottog sin medicine licentiat från Lunds universitet 1965. 17 mars 1976 tillkännagavs det att Hedenrud blev biträdande överläkare i psykiatri vid Lillhagens sjukhus i Göteborg. Hon blev senare överläkare vid bland annat den psykiatriska öppenvården i Angered, liksom chef för psykiatriska kliniken Nordost.
Hedenrud flyttade tillbaka till Lund under 1990-talet, där hon engagerade sig i Maria Magdalena kyrka och Lunds östra stadsförsamling. Hon blev ordförande i församlingens diakoninämnd och flera andra grupperingar inom kyrkan, bland annat kyrkligt arbete i Tanzania. Under några mandatperioder var hon förtroendevald i Lunds kyrkliga samfällighet, liksom i Lunds stift. Under 1990-talet var hon engagerad i kyrkan till förmån för registrerat partnerskap i Sverige, och föreläste runtom i Sverige om homosexualitet. Hon satt bland annat med i Svenska kyrkans utredning om homosexualitet från 1994, där även bland andra Bertil Gärtner, Gert Nilsson och Margarethe Isberg ingick.
Hedenrud var också engagerad i Svenska psykiatriföreningen.

### Familj
Birgitta Hedenrud var gift med Sven Hedenrud, och de fick tillsammans fyra barn. Hon var syster till Ingmar Brohed och Lennart Brohed.